# اسپری (پنسیوالینیا)
اسپری (به انگلیسی: Spry) یک منطقهٔ مسکونی در ایالات متحده آمریکا است که در شهرستان یورک، پنسیلوانیا واقع شده‌است. اسپری ۶٫۷ کیلومتر مربع مساحت و ۴٬۸۹۱ نفر جمعیت دارد.